# 한국정책금융공사
한국정책금융공사(韓國政策金融公社, Korea Finance Corporation ; KoFC)는 2009년 10월 28일 한국산업은행의 정책금융 기능을 분리 신설, 2015년 1월 1일 한국산업은행에 재흡수된 기타공공기관으로 금융기관의 자금중개기능을 활용하여 중소기업의 자금 조달을 원활하게 하고 지역개발, 사회기반시설의 확충, 신성장동력산업 육성, 금융시장 안정 및 그 밖에 지속가능한 성장 촉진 등 국민경제의 발전에 필요한 자금을 공급·관리함으로써 국가경쟁력 강화와 성장잠재력 확충을 통한 고용창출, 금융산업 및 국민경제의 건전한 발전에 이바지할 목적으로 대한민국 정부가 자본금 15조원을 전액 출자하여 2009년 10월 설립된 대한민국 금융위원회 산하 공공기관이었다. 서울특별시 영등포구 은행로 22 (여의도동 16)에 위치하고 있었다.

## 설립 근거
- 한국정책금융공사법[1]

## 연혁
- 2009년 4월 1일 한국정책금융공사법 공포(법률 제9618호)
- 2009년 6월 1일 한국정책금융공사법 및 시행령 시행
- 2009년 10월 28일 한국정책금융공사 설립 및 초대 유재한 사장 취임[2]
- 2009년 12월 30일 산은금융지주 주식을 정부로부터 인수
- 2010년 6월 이사회 구성
- 2011년 9월 제2대 진영욱 사장 취임
- 2012년 8월 광주지사 개소
- 2013년 3월 부산지사 개소
- 2014년 2월 제3대 진웅섭 사장 취임
- 2015년 1월 1일 한국산업은행으로 흡수합병

## 설립 과정
2008년 11월 24일 산업은행 민영화를 위한 한국산업은행법 개정안과 KPBC(현 한국정책금융공사) 설립법안이 금융위원회의 차관회의를 통과했다.
금융위원회는 시장상황에 따른 지분매각 시기를 정할 수 있게 하기 위해 산업은행 지주회사의 최초 지분매각 시점을 대통령령으로 정하도록 했다.
정책금융공사는 산업은행에서 분리되면서 한국도로공사ㆍ산은금융지주ㆍ현대건설ㆍ하이닉스ㆍ한국항공우주산업(KAI) 등의 주식을 자산으로 받고 산업은행이 발행했던 산업금융채권(산금채)를 부채로 이전 받았다.
산업은행에서 넘겨 받은 산금채 금리는 7~8%대이다.
2011년말 현대건설과 하이닉스 주식을 매각하였다.
산은금융지주를 자회사(지분율 90%), 한국산업은행을 손자회사(산은금융지주의 한국산업은행 지분율 100%)로 보유하고 있다.

## 조직

### 사장
- 홍보실

### 감사
- 감사실

#### 경영기획본부
- 기획조정부
- 인력개발부
- 국제금융부
- 해외사업부
- 인프라금융부
- 정보시스템부

#### 금융사업본부
- 중소기업금융1부
- 중소기업금융2부
- 신성장금융부
- 투자금융부
- 자산관리부

#### 재무관리본부
- 자금부
- 리스크관리부
- 조사연구실
- 재무관리실

## 소속기관
- 뉴욕사무소: 460 Park Avenue, 8th Floor, New York, NY 10022

### 지사
- 광주지사: 광주광역시 서구 상무중앙로 80 (치평동) 전문건설회관 4층
- 부산지사[7]: 부산광역시 중구 대교로 119 (중앙동 6가) 대한통운빌딩 8층

## 사업 내용
2011년, 정책금융공사 여신 11조 5,146 억원 중 중소기업 지원은 4조 3,529 억원이었고, 중견기업 지원은 1조 4,795 억원이었다.

## 사건·사고 및 논란

### 낙하산 채용 논란
2010년 10월 19일 국회 정무위원회 소속 민주당 이성남 의원은 국정감사에서 “논란이 있던 산업은행 민영화법을 강행처리해서 산업은행과 똑같은 정책금융공사를 만든 이유가 한나라당의 일자리 창출을 위해서였다”며 한국정책금융공사의 경력직에 한나라당 출신자들이 대거 ‘낙하산’으로 채용됐다고 밝혔다.
한국정책금융공사는 그동안 한국산업은행 직원 전입을 포함해 총 7차례에 걸쳐 경력직 및 계약직 직원채용을 실시했다. 특히 2010년 2월 실시한 한국정책금융공사 경력직 채용 당시 연봉이 7천만원에서 1억원 수준으로 한국산업은행 수준의 대우를 해준다는 것과 공기업이라는 이유로 당시 지원자만 3563명이 몰려 채용 경쟁률은 무려 70대 1에 달했다.
최종 합격자들을 살펴보면 51명 중 14명은 한국산업은행 출신이며 6명은 한나라당 출신자들로 밝혀졌다. 한국산업은행 출신을 제외하면 외부 경력직 채용은 사실상 37명인데 이 중 16%가 한나라당 출신자인 것이다. 이들은 한나라당 당직자, 전현직 국회의원 보좌관, 대통령선거캠프 출신자 등으로 이력서에 이 같은 사실을 명시한 것으로 드러났다.
또 정규 직원으로 뽑힌 한나라당 출신자들은 대부분 기획관리, 홍보 분야 모집을 통해 입사했으나 모집분야와 입사시 직무가 상이할 수 있다는 채용 공고문에 따라 향후 보직 순환 업무를 맡게 된다. 그러나 이들은 한국정책금융공사의 주 업무인 조달, 기업금융, 국제금융의 경험이 없어 향후 한국정책금융공사의 인사 운용에 차질을 빚을 수밖에 없다.

### 간부의 여직원 성추행
2013년 6월 18일 매일방송에 따르면 한국정책금융공사 소속 간부인 박모 씨는 2013년 5월 워크숍을 다녀오던 중 버스 안에서 부하 여직원을 껴안고 신체접촉을 시도했다. 박 씨는 당시 만취한 상태였던 것으로 알려졌다. 한국정책금융공사는 추행 사실이 보고된 후에도 박 씨에 대해 대기발령을 내렸지만 박 씨가 갑자기 병원에 입원해 인사위원회를 계속 미루게 되어 한 달 가까이 징계를 미뤄왔다. 박 씨는 이 기간 동안 피해여성을 만나 합의를 종용하고 사건을 무마하려 한 것으로 알려졌다.
2013년 1월에도 비슷한 건으로 한국정책금융공사 고위급 간부가 성추행 사건에 휘말려 한차례 홍역을 치른 바 있다.

### 대성그룹 특혜 논란
또한 한국정책금융공사가 부도 위기에 몰린 대성산업의 부동산 개발사업 대출금 상환에 쓰일 수천억 원대 자금 지원에 나서 특혜 논란이 일었던 바 있다. 대성산업은 대성그룹 계열사로, 김영대 회장은 김성주 새누리당 전 중앙선거대책위원회 공동위원장의 오빠이기에 ‘도덕적 해이’ 논란은 더욱 증폭됐다.
한편 한국정책금융공사 관계자는 “여직원을 성추행한 박 씨는 징계결과 해임된 상태이고 이로 인한 조직 문제나 진영욱 사장의 거취 문제는 잘못된 해석”이라고 일축했다.

### 한국산업은행과 재통합
2013년 8월 27일 정부는 경제장관회의에서 국내 정책금융기능을 총괄하기 위해 한국정책금융공사와 한국산업은행, 산은금융지주를 합친 ‘통합산업은행’을 출범시키고 대외정책금융 기능은 한국수출입은행과 한국무역보험공사의 2원체제를 유지되며 한국선박금융공사 설립은 백지화하는 내용을 골자로 한 ‘정책금융 역할 재정립 방안’을 확정·발표했다. 한국산업은행의 민영화는 중단될 예정이다. 한국선박금융공사는 백지화 대신 한국수출입은행, 한국무역보험공사, 한국산업은행 등의 선박금융 관련 부서 100여명을 부산으로 이전해 '(가칭)해양금융 종합센터'로 통합하기로 했다.
금융위원회 고승범 사무처장은 “글로벌 금융위기 이후 시장안정 기능이 중요해짐에 따라 전문성과 경험을 보유한 한국산업은행의 정책기능을 유지해야할 필요성이 높아졌다”며 “한국산업은행이 정책기능을 유지할 경우 한국산업은행과 유사한 업무를 수행해 정책재원의 비효율성을 유발할 소지가 있는 한국정책금융공사는 한국산업은행과 통합할 필요가 있다”고 설명했다.
하지만 이 같은 정부 주장은 분리 당시의 상황과 논리를 고려하면 궤변에 가깝다는 지적이다. 금융위기로 시장 여건이 악화됐음에도 여론의 반대를 무릅쓰고 2009년 4월 한국산업은행법 개정안을 통과시킨 주역들이 바로 현 경제관료들이기 때문이다. 더구나 통합을 위한 논리로 내세운 정책금융 강화는 4년 전 양 기관 분리를 위해 내놓은 논리와 판박이처럼 유사하다. 당시는 한국산업은행 민영화를 통해 시장과의 금융 마찰을 해소하고 한국정책금융공사를 별도로 설립해 정책금융기관으로 육성, 중복 부분을 없애겠다고 했다.
이에 대해 전성인 홍익대학교 경제학과 교수는 “한국산업은행, 한국정책금융공사 통합 외에 대우증권 매각 제외 등을 보면 정부가 정한 가이드라인에서 크게 움직이지 못한 느낌이 강하다”고 말했다.
김상조 한성대학교 무역학과 교수는 “현재로선 실패한 정책을 다시 되돌려놓은 것 외에 의미가 없는 것으로 판단된다”고 말했다. 이어 “한국정책금융공사와 한국산업은행의 통합은 정책금융 체계를 정상화하기 위한 필요조건이지만, 정작 당국은 충분조건을 충족시키는 대책은 제시하지 못했다”며 “2008년 금융위기 이후 부실기업을 대거 떠안은 한국산업은행의 건전성도 우려된다”고 말했다.
한편 정부는 2013년 정기국회 중 한국산업은행법 전부 개정안 등 관련법 개정안을 국회에서 통과시킨다는 방침이다. 이후 통합 준비절차를 거쳐 2014년 7월 1일자로 통합산업은행을 출범시키기로 했다.
이와 관련하여 2009년 말 93명에서 2012년 말 418명으로 4배 넘게 늘어난 직원 수가 통합에 따라 구조조정될 것이라는 예측에 대해 성욱제 한국정책금융공사 노동조합 위원장은 "신규 정책자금의 공급여력과 이로 인한 수만명의 일자리 창출 기회를 정부 스스로 포기하는 것입니다. 구조조정이나 정리해고 등의 인적 구조조정의 우려가 없고, 고용 불안없이 공사 직원들이 일할 수 있도록 노동조합 차원에서 최선을 다할 것입니다."라고 밝혔다.

## 같이 보기
- 산은금융지주
- 한국산업은행
- 한국주택금융공사
- 정리금융공사